# Tomas Scheckter
Tomas Scheckter (Monte Carlo, 21 de setembro de 1980) é um automobilista sul-africano nascido em Mônaco. É filho de Jody Scheckter, campeão mundial de Fórmula 1 em 1979.

## Carreira
Tal qual seus contemporâneos, Tomas Scheckter iniciou sua carreira pilotando karts aos 11 anos, vencendo o Campeonato Sul-Africano da modalidade em 1995. Passaria a correr em monopostos no ano seguinte, ao se mudar para a Fórmula Vee do país que o acolheu, e mais tarde na Fórmula Ford local, onde se tornaria campeão.
Mudou-se para a Europa em 1997, competindo na Fórmula Vauxhall britânica, terminando em terceiro lugar e sendo considerado o   rookie do ano. Em 1999 foi campeão da Fórmula Opel Euroseries, batendo um recorde de oito vitórias. No ano seguinte, mesmo com tenra idade, correu por Fórmula 3 Britânica (vice-campeão), Masters de Fórmula 3 (terceiro colocado) e Euro Open by Nissan (novamente ficou com o vice-campeonato, repetindo o resultado em 2001), além de disputar quatro provas da Fórmula 3000 pela equipe West Competition - teve um segundo lugar em Hockenheim como melhor resultado. Ainda disputaria uma prova da mesma categoria em 2001, pela European Minardi F-3000, onde abandonou.
O bom desempenho rendeu a Scheckter um contrato como piloto de testes da equipe Jaguar, mas o sul-africano terminaria acusado de solicitar prostitutas e foi demitido.
Em 2005-06, Tomas disputaria ainda as rodadas duplas da Alemanha e de Portugal da antiga A1 Grand Prix.

## IRL

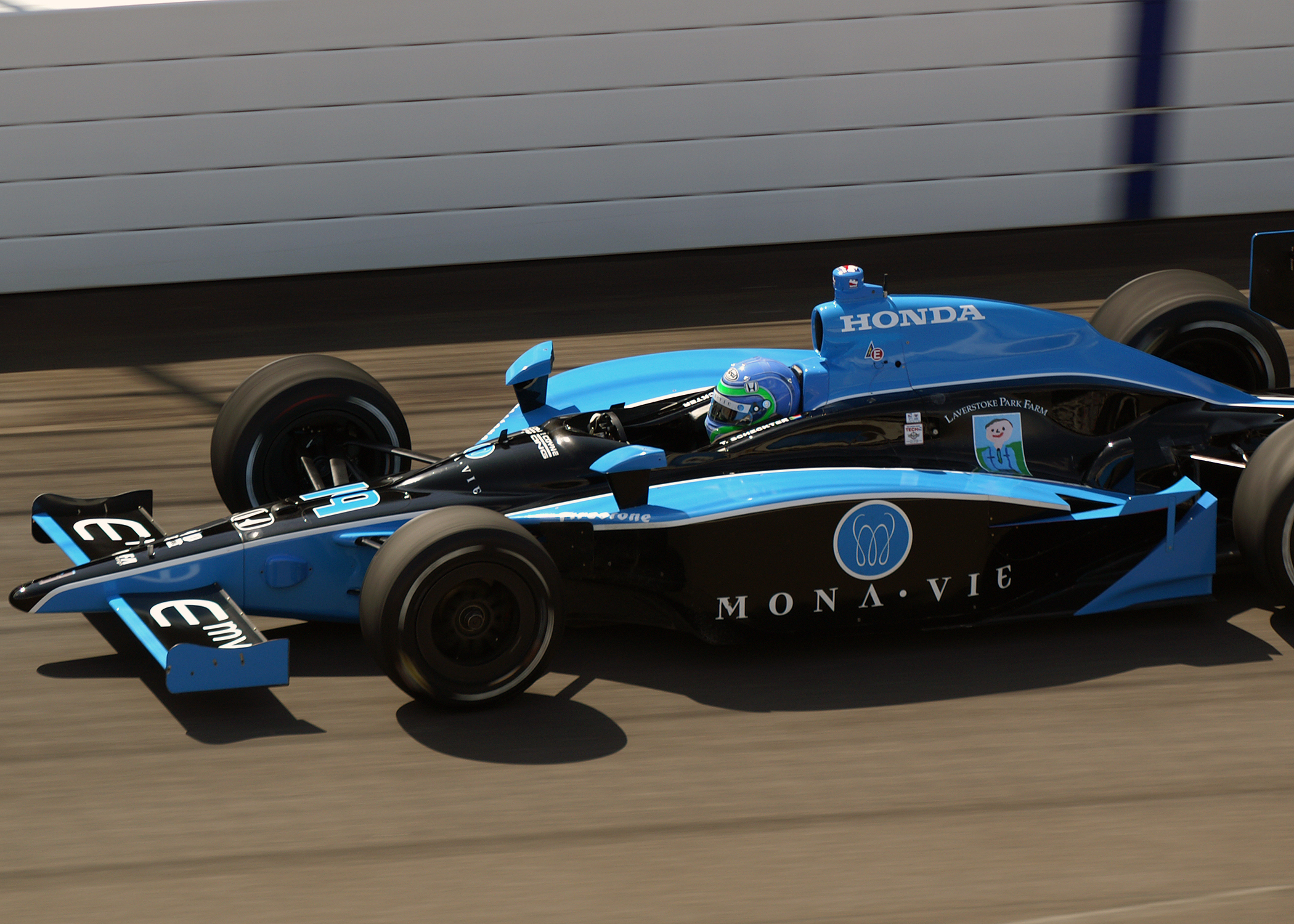
Scheckter durante uma sessão de treinos no circuito de Indianápolis.

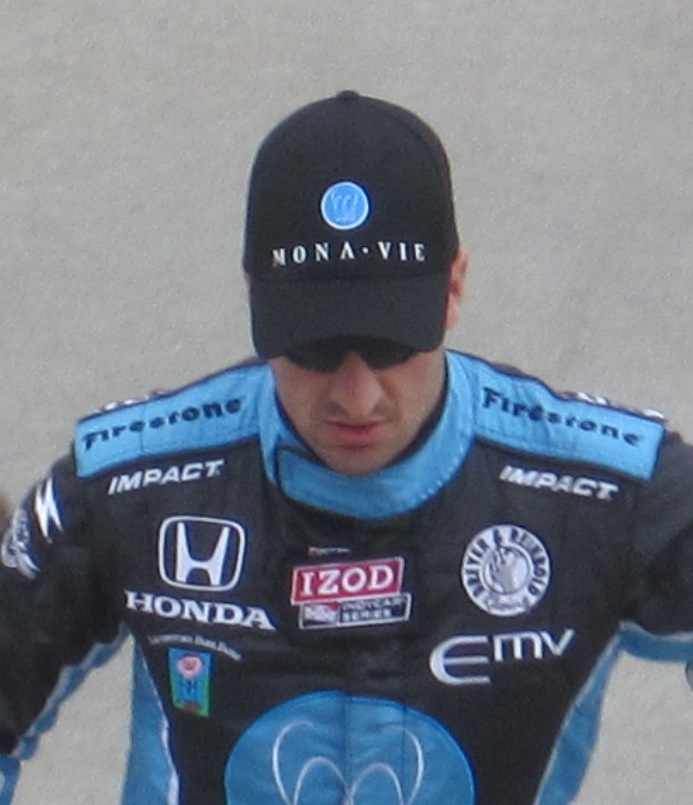
Tomas Scheckter em Indianápolis, em 2010.

Scheckter fez sua estreia na IRL (atual IndyCar) no GP de Homestead de 2002, pela equipe Cheever. A primeira pole na categoria foi no GP do Texas, e a primeira de suas 2 vitórias veio no GP de Michigan.
A melhor temporada do filho de Jody Scheckter aconteceu em 2003, quando o piloto, então com 22 anos, tinha contrato com a Chip Ganassi. Em 2004, ao serviço da Panther, terminou em décimo-nono lugar, com um quinto lugar em Homestead como melhor resultado.
Viveria suas últimas boas temporadas entre 2005 e 2007, pilotando novamente pela Panther e pela equipe Vision. A partir de 2008, Tomas não encontraria outra equipe para disputar uma temporada inteira - em 2008, correu apenas 5 etapas pela Luczo Dragon - em 2009, correu as 500 Milhas de Indianápolis com a Dale Coyne e outras 10 etapas pela Dreyer & Reinbold.
Em 2010, participou de seis corridas - quatro pela DRR e duas pela Conquest, e no ano seguinte largou nas 500 Milhas pela equipe SH, em associação com a KV Racing, correu o GP de New Hampshire pela Dreyer & Reinbold e em Baltimore, correu novamente na associação entre SH e DRR.
A última corrida de Tomas foi o GP de Las Vegas, marcado pela morte do inglês Dan Wheldon, que também era amigo pessoal do sul-africano.. Pilotando o carro #57 da Sarah Fisher Racing, ele foi um dos envolvidos no acidente que terminaria com o falecimento do bicampeão das 500 Milhas de Indianápolis. Após o acidente, no qual afirmou que preferia ter morrido no lugar de Wheldon, Jody Scheckter pediu para que seu filho abandonasse a Indy.

### 500 Milhas de Indianápolis
| Ano  | Chassi  | Motor     | Largada | Resultado | Equipe                   | Notas                                                |
| ---- | ------- | --------- | ------- | --------- | ------------------------ | ---------------------------------------------------- |
| 2002 | Dallara | Infiniti  | 10      | 26        | Team Cheever             | Liderou o maior número de voltas, colisão na curva 4 |
| 2003 | G-Force | Toyota    | 12      | 4         | Chip Ganassi Racing      | Liderou o maior número de voltas                     |
| 2004 | Dallara | Chevrolet | 10      | 18        | Panther Racing           | Corrida                                              |
| 2005 | Dallara | Chevrolet | 11      | 20        | Panther Racing           | Acidente                                             |
| 2006 | Dallara | Honda     | 11      | 27        | Vision Racing            | Acidente                                             |
| 2007 | Dallara | Honda     | 10      | 7         | Vision Racing            | Corrida                                              |
| 2008 | Dallara | Honda     | 11      | 24        | Luczo Dragon Racing      | Falha mecânica                                       |
| 2009 | Dallara | Honda     | 26      | 12        | Dale Coyne Racing        | Corrida                                              |
| 2010 | Dallara | Honda     | 20      | 15        | Dreyer & Reinbold Racing | Liderou 5 voltas                                     |
| 2011 | Dallara | Honda     | 21      | 8         | SH Racing/KVRT           | Corrida                                              |

## Vida pessoal
Além de ser filho de Jody Scheckter, Tomas é sobrinho de Ian Scheckter, que também correu na Fórmula 1 (18 provas entre 1974 e 1977, sem pontuar), e seu irmão mais velho, Toby, também seguiu carreira de piloto.